# Andreas Bauer (Skispringer)
Andreas Bauer (* 21. Januar 1964 in Oberstdorf) ist ein ehemaliger deutscher Skispringer, Skisprungtrainer und heutiger Skisprung-Kampfrichter. Er war von 2011 bis 2021 Cheftrainer des Skisprung-Weltcup-Damenteams.

## Werdegang
Am 30. Dezember 1980 gab er sein Debüt im Skisprung-Weltcup und erreichte beim Springen in seiner Heimat Oberstdorf den 71. Platz. Am 1. Januar 1982 konnte er in Garmisch-Partenkirchen erstmals mit dem 3. Platz aufs Podium springen. Nach weiteren guten Springen beendete er die Saison 1981/82 auf dem 10. Platz in der Weltcup-Gesamtwertung. Bei den Olympischen Winterspielen 1984 in Sarajevo erreichte er den 11. Platz von der Normalschanze und den 7. Platz von der Großschanze. Am 1. Januar 1987 konnte er mit dem Sieg in Garmisch-Partenkirchen seinen größten Erfolg erzielen. 1992 beendete er seine aktive Skisprungkarriere.
Er war Assistent von Reinhard Heß. Aktuell gehört er dem SC 1906 Oberstdorf an und war Bundestrainer bei der Nordischen Kombination, verantwortlich für das Skispringen. Seit der Saison 2011/12 bis Saison 2020/2021 betreute er das Skisprung-Weltcup-Damenteam als Cheftrainer.
Heute ist er Kampfrichter im Skispringen und wird im Skisprung-Weltcup sowie -Continental-Cup als Technischer Delegierter eingesetzt. 

### Persönliches
Sein Sohn Mathias (* 2003) spielte Fußball in der A-Jugend Fußball-Bundesliga für den FC Augsburg und in der Bayernliga Süd für den FC Memmingen sowie in verschiedenen Juniorenauswahlen (U-16, U-17, U-18 & U-19) Norwegens.

## Erfolge

### Weltcupsiege im Einzel
| Nr. | Datum          | Ort                    | Typ         |
| --- | -------------- | ---------------------- | ----------- |
| 1.  | 1. Januar 1987 | Garmisch-Partenkirchen | Großschanze |

## Statistik

### Weltcup-Platzierungen
| Saison  | Platz | Punkte |
| ------- | ----- | ------ |
| 1980/81 | 57.   | 010    |
| 1981/82 | 10.   | 085    |
| 1982/83 | 38.   | 019    |
| 1983/84 | 12.   | 080    |
| 1984/85 | 32.   | 021    |
| 1985/86 | 42.   | 014    |
| 1986/87 | 14.   | 081    |
| 1987/88 | 11.   | 061    |
| 1988/89 | 23.   | 039    |
| 1989/90 | 26.   | 041    |
| 1990/91 | 32.   | 019    |

## Auszeichnung
- 2019: Trainer des Jahres des Deutschen Olympischen Sportbund[3]